# 藤堂長則
藤堂 長則（とうどう ながのり、慶安3年（1650年） - 延宝8年（1680年）は、津藩士藤堂修理家初代。
名張藤堂家（藤堂宮内家）初代高吉の庶子。養子は藤堂長定。通称は修理、九兵衛。
慶安3年（1650年）、藤堂高虎の養子藤堂高吉の庶子として生まれる。父高吉は、高虎に実子が生まれたために後継者となれず、2万石の知行を持ちながら、一家臣とされてしまう。独立した大名となることを願ったが叶わぬまま、寛文10年（1670年）に没した。兄長正が父高吉の遺領を相続する際に、藩主の命で1500石を分知された。これは分知により名張藤堂家の禄高を減らし、藩内の地位を低下させる狙いがあった。長則は上野城内の二の丸に屋敷を与えられ、藩主家に仕えることとなり、津藩重臣藤堂修理家の初代となる。藤堂修理家は松尾芭蕉の実家の主家としても知られる。延宝8年（1680年）没。享年31。葬地は津四天王寺。家督は兄長正の三男の長定が養子となって相続した。養子長定の子の長護は名張藤堂家を相続し、独立立藩を策して「名張騒動」を引き起こすことになる。